# Ministeri de Ramaderia, Agricultura i Pesca de l'Uruguai

Escut de l'Uruguai

El Ministeri de Ramaderia, Agricultura i Pesca (castellà: Ministerio de Ganadería, Agricultura y Pesca) és un dels ministeris de més importància a l'Uruguai, ja que la principal entrada econòmica d'aquest país és fonamentalment la ramaderia.
El Ministeri s'integra amb les següents Unitats Executores: Direcció General de Secretaria, Direcció Nacional de Recursos Aquàtics, Direcció General de Recursos Naturals Renovables, Direcció General de Serveis Agrícoles, Direcció General de Serveis Ramaders, Direcció General de la Granja i la Direcció General Forestal.
L'actual ministre de Ramaderia és Tabaré Aguerre.

## Història
Per la llei 9.463 del 19 de març de 1935 es van crear, a partir del Ministeri d'Indústria, el Ministeri de Ramaderia i Agricultura i el Ministeri d'Indústries i Treball.
Més endavant va canviar de nom, per la Llei 14.218 de l'11 de juliol de 1974 "Ministeri d'Agricultura i Pesca", nom que conservaria fins que per la Llei 15.809 d'abril de 1986 (d'aprovació del pressupost nacional de Recursos i Despeses) passa a ser conegut com a "Ministeri de Ramaderia, Agricultura i Pesca".
| Ministre                       | Partit                      | Sector                                | Període   |
| ------------------------------ | --------------------------- | ------------------------------------- | --------- |
| Arturo González Vidart         | Partit Nacional Independent | ----                                  | 1943-1945 |
| Gustavo Gallinal               | Partit Nacional Independent | ----                                  | 1946      |
| Aquiles Espalter               | Partit Colorado             | Llibertat i Justícia (Blanco Acevedo) | 1947      |
| Luis Alberto Brause            | Partit Colorado             | Batllisme                             | 1948-1949 |
| Carlos L. Fischer              | Partit Colorado             | Batllisme                             | 1950      |
| Luis Alberto Brause            | Partit Colorado             | Batllisme - Llista 14                 | 1951      |
| Juan T. Quilici                | Partit Colorado             | Batllisme - Lilsta 14 y medio (indep) | 1952-1954 |
| Ramón F. Bado                  | Partit Colorado             | Batllisme - Llista 15                 | 1955      |
| Amílcar Vasconcellos           | Partit Colorado             | Batllisme - Llista 15                 | 1955-1957 |
| Joaquín Aparicio               | Partit Colorado             | Batllisme - Llista 15                 | 1957-1959 |
| Carlos V. Puig                 | Partit Nacional             | Herrerisme                            | 1959-1963 |
| Wilson Ferreira Aldunate       | Partit Nacional             | Unió Blanca Democràtica (Llista 400)  | 1963-1967 |
| Manuel Flores Mora             | Partit Colorado             | Frente Colorado de Unidad             | 1967-1968 |
| Carlos Frick Davie             | Partit Colorado             | Independent                           | 1968-1969 |
| Jaime Montaner                 | Partit Colorado             | Frente Colorado de Unidad             | 1969      |
| Juan María Bordaberry          | Partit Colorado             | Unión Colorada y Batllista            | 1969-1972 |
| Héctor Viana Martorell         | Partit Colorado             | ----                                  | 1972      |
| Benito Medero                  | Partit Nacional             | Aguerrondista                         | 1972-1974 |
| Héctor Alburquerque¹           | Sense filiació coneguda     | ----                                  | 1974-1975 |
| Julio Eduardo Aznárez¹         | Sense filiació coneguda     | ----                                  | 1975-1976 |
| Luis Heriberto Meyer¹          | Sense filiació coneguda     | ----                                  | 1976-1977 |
| Estanislao Valdés Otero¹       | Partit Nacional             | ----                                  | 1977-1978 |
| Luis Heriberto Meyer¹          | Sense filiació coneguda     | ----                                  | 1978      |
| Jorge León Otero¹              | Sense filiació coneguda     | ----                                  | 1978-1979 |
| Juan Cassou¹                   | Sense filiació coneguda     | ----                                  | 1979-1981 |
| Félix Zubillaga¹               | Sense filiació coneguda     | ----                                  | 1981      |
| Carlos Mattos Moglia¹          | Sense filiació coneguda     | ----                                  | 1981-1985 |
| Roberto Vázquez Platero        | Partit Colorado             | Batllisme                             | 1985-1986 |
| Pedro Bonino Garmendia         | Partit Colorado             | Batllisme                             | 1986-1990 |
| Álvaro Ramos                   | Partit Nacional             | Renovació i Victòria                  | 1990-1993 |
| Pedro Saravia Fratti           | Partit Nacional             | Herrerisme                            | 1993-1994 |
| Gonzalo Cibils                 | Partit Nacional             | Herrerisme                            | 1994-1995 |
| Carlos Gasparri                | Partit Colorado             | Independent                           | 1995-1998 |
| Sergio Chiesa                  | Partit Nacional             |                                       | 1998-1999 |
| Ignacio Zorrilla de San Martín | Partit Colorado             | Fòrum Batllista                       | 1999      |
| Luis Brezzo                    | Partit Colorado             | Fòrum Batllista                       | 1999-2000 |
| Juan Notaro                    | Partit Colorado             | Fòrum Batllista                       | 2000      |
| Gonzalo González Fernández     | Partit Nacional             | Independent                           | 2000-2003 |
| Martín Aguirrezabala           | Partit Colorado             | Llista 15                             | 2003-2005 |
| José Mujica                    | Front Ampli                 | MPP                                   | 2005-2008 |
| Ernesto Agazzi                 | Front Ampli                 | MPP                                   | 2008-2009 |
| Andrés Berterreche             | Front Ampli                 | MPP                                   | 2009-2010 |
| Tabaré Aguerre                 | Front Ampli                 | Independent                           | 2010-     |

¹ Ministres del govern cívico-militar (1973-1985).